# Complesso nuragico di S'Arcu 'e Is Forros
Il complesso di S'Arcu 'e Is Forros è un'importante area archeologica situata nel comune di Villagrande Strisaili, nell'Ogliastra

## Storia
Il sito ha vissuto due principali momenti costruttivi: il primo compreso nel bronzo medio e il secondo nel periodo di transizione fra l'età del bronzo e la prima età del ferro.
S'Arcu 'e Is Forros era un villaggio-santuario e probabilmente il più importante centro metallurgico della Sardegna nuragica, luogo di scambi commerciali con l'Etruria e il mediterraneo orientale. In un'anfora rinvenuta nel sito erano incisi caratteri in lingua filistea, fatto che testimonia i rapporti tra la Sardegna e il Levante.

## Descrizione

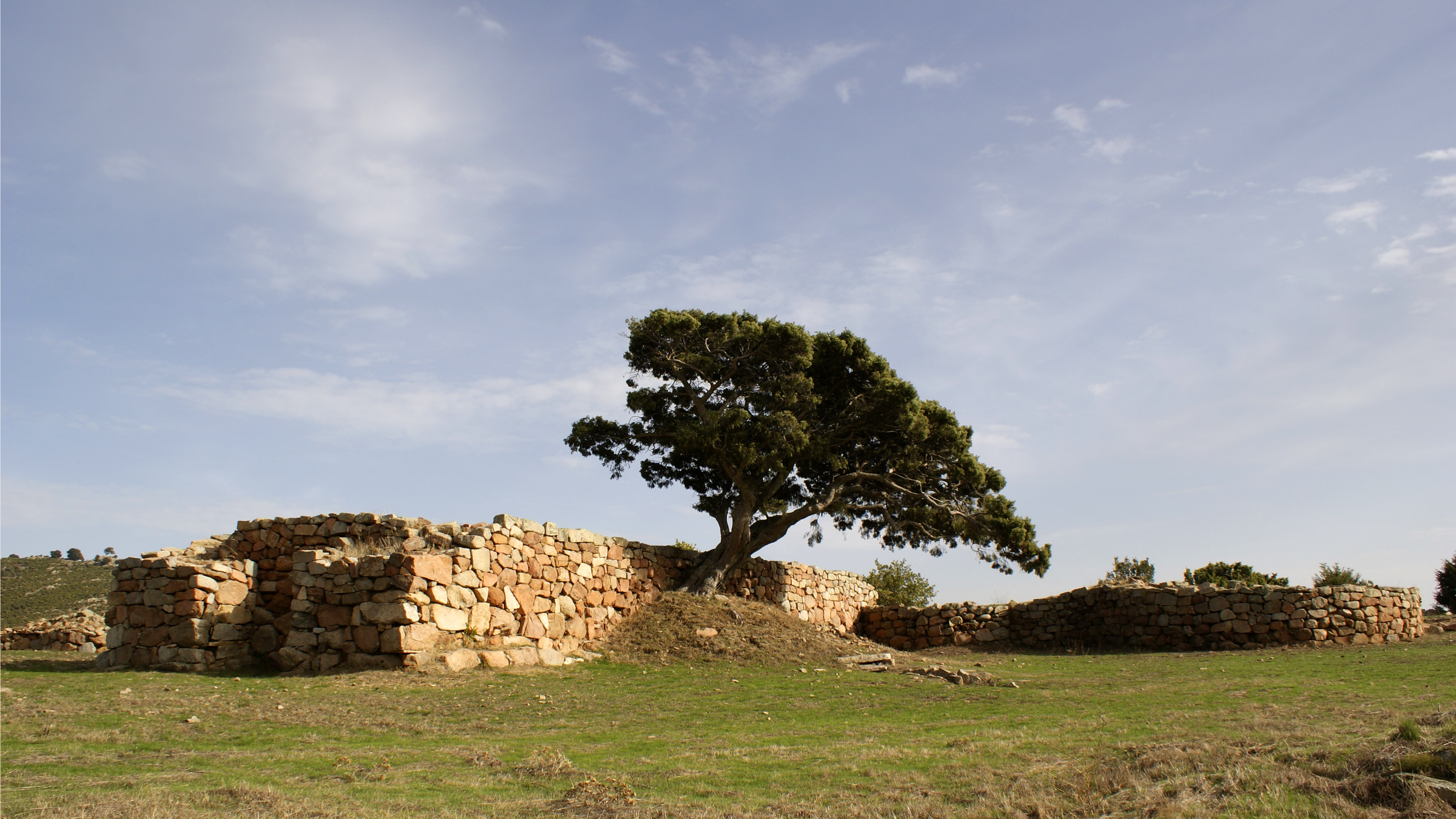
Veduta

Il complesso è costituito da un tempio a megaron, di circa 17 metri di lunghezza, circondato da un recinto detto temenos e da altri edifici di culto e abitativi tra cui anche vere e proprie officine per la fusione dei metalli; nelle vicinanze si trova anche un nuraghe complesso a pianta trilobata. I monumenti che oggi si possono visitare sono realizzati in grossi blocchi di granito locale, scegliendo le pietre più prossime al luogo di edificazione e quindi immediatamente disponibili. Uno degli aspetti più importanti è la compattezza del materiali da costruzione, che ha consentito una buona conservazione delle strutture.Il Tempio di S’arcu e is Forros è un imponente edificio suddiviso in quattro ambienti, a testimonianza della complessità delle pratiche religiose del tempo.

## Eventi
Ogni anno presso il sito si svolge il NurArcheoFestival, giunto al 2024 alla sedicesima edizione. 
Il sito accoglie eventi per il festival IT.A.CÀ - Festival del turismo responsabile.